# فانيسا هارود
فانيسا هارود (بالإنجليزية: Vanessa Harwood)‏ هي راقصة باليه وممثلة بريطانية، ولدت في 14 يونيو 1947 في شلتنهام في المملكة المتحدة.

## وصلات خارجية
- فانيسا هارود على موقع IMDb (الإنجليزية)
- فانيسا هارود على موقع قاعدة بيانات الفيلم (الإنجليزية)